# Ејвери (Тексас)
Ејвери (енгл. Avery) град је у америчкој савезној држави Тексас. По попису становништва из 2010. у њему је живело 482 становника.

## Демографија
Према попису становништва из 2010. у граду је живело 482 становника, што је 20 (4,3%) становника више него 2000. године.
| Група             | 2000.       | 2010.       |
| Белци             | 444 (96,1%) | 433 (89,8%) |
| Афроамериканци    | 6 (1,3%)    | 4 (0,8%)    |
| Азијати           | 0 (0,0%)    | 2 (0,4%)    |
| Хиспаноамериканци | 2 (0,4%)    | 44 (9,1%)   |
| Укупно            | 462         | 482         |